# Apollo Theater
Pour les articles homonymes, voir Apollo.
Ne pas confondre avec l'Apollo Theatre situé à Londres ou le Théâtre Apollo situé à Paris.
L’Apollo Theater est une salle de spectacle très réputée du quartier de Harlem au nord de Manhattan (New York, États-Unis), située au 253 W. 125th Street. Elle est listée au Registre national des lieux historiques. Le succès des spectacles à l'affiche en a fait à partir des années 1940 un des symboles de la musique noire américaine.

## Histoire
Entre fin 1865 et début 1866, une salle de bal, appelée Apollo Hall, est ouverte par un ancien général de la Guerre de Sécession, Edward Ferrero. Une fois son bail achevé, en 1872, le bâtiment est converti en théâtre, qui ferme ses portes au tournant du siècle, mais le nom « Apollo Theater » demeure.
Construit en 1913 sur un autre emplacement, l'Apollo passe entre les mains de plusieurs familles juives jusqu'en 1945. Il s'appelle, à l'origine, le Hurting and Seamon's New Burlesque Theater en l'honneur de Jules Hurtig et Harry Seamon. Il est réservé à un public blanc.

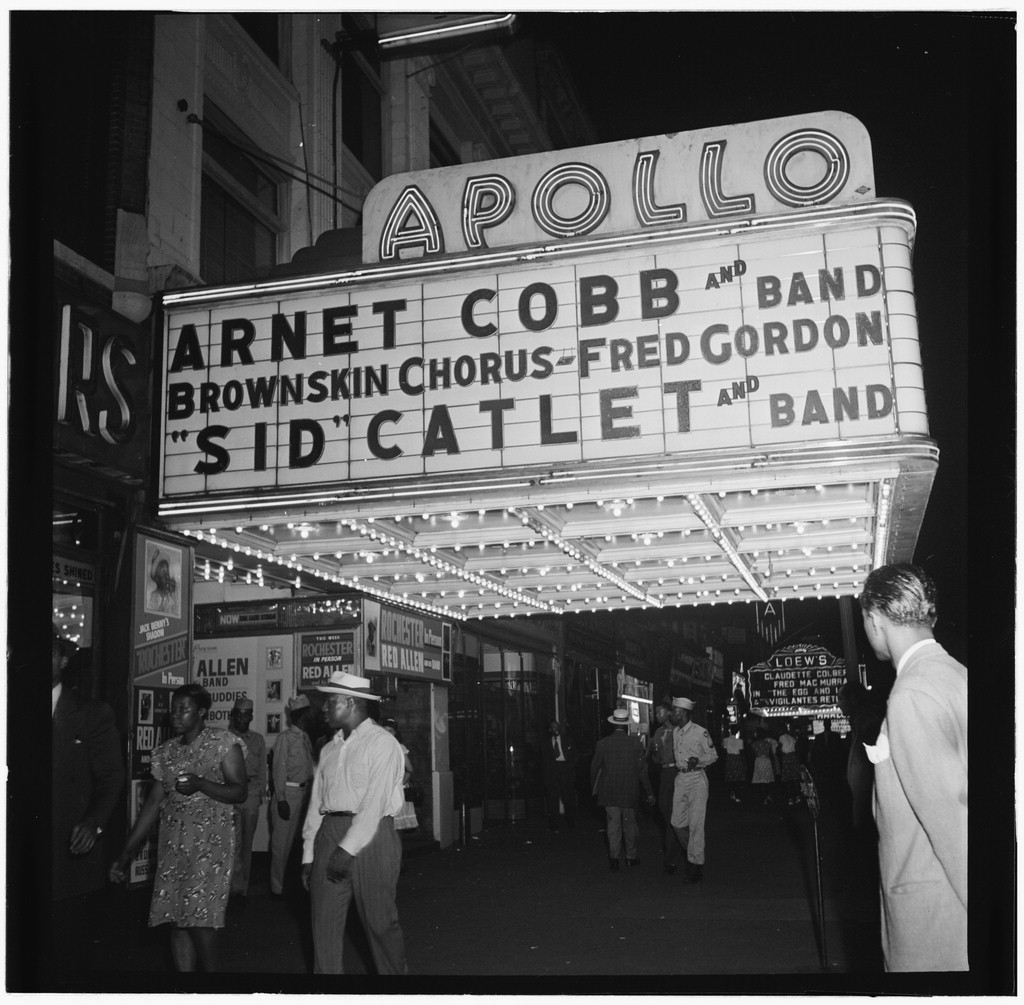
Entrée de l'Apollo Theatre à New York, autour de 1947 (Fonds photographique William P. Gottlieb).

La salle est ensuite rebaptisée Hurtig and Seamon's Apollo Theater en 1928 quand sa direction est reprise par Billy Minsky, puis 125th Street Apollo Theater en 1934 sous la direction de Frank Schiffman et Leo Brecher. Un nouveau contexte économique aux États-Unis, la fin de la prohibition et l'effervescence du quartier à cette époque (on parle de « Harlem Renaissance ») favorisent le développement et l'évolution des clubs de jazz qui vont s'ouvrir à un plus large public et aux gens de couleur.
Le lieu est repris en 1932 par Sidney Cohen puis par Brecher and Schiffman en 1935. Il est renommé Apollo Theater. Dès lors, la musique noire américaine est accueillie avec succès et l'Apollo theatre devient un haut lieu new yorkais du jazz classique où se succèdent les big bands de Claude Hopkins, Chick Webb, Fletcher Henderson, Andy Kirk, Jimmie Lunceford, Count Basie et Duke Ellington. L'Apollo compte environ 1 750 places.

## La renaissance de l’Apollo Theater
L’Apollo Theater est racheté en 1981 par Percy Sutton. L’émission ShowTime at the Apollo lui rend une partie de son lustre d'antan en reprenant le principe de la nuit des amateurs en 1985, puis en 1987 par captation et diffusion télévisée chaque mercredi soir.
La salle est actuellement sous la direction de la Fondation de l’Apollo Theater, une association créée en 1992. Elle est classée sur la liste nationale des sites historiques. Elle reçoit la visite de 1,3 million de personnes chaque année.
En 2011, comme depuis plusieurs années maintenant, l'Apollo Theater en collaboration avec Harlem Stage et Jazzmobile, organise les éditions annuelles du festival Harlem Jazz Shrines. Cette manifestation est aussi aidée financièrement et relayée par la Columbia University in the City de New York.

## La nuit des amateurs (Amateur Night show)
Le Théâtre Apollo devient ainsi, au fil de plus de soixante-dix années d'histoire, un tremplin pour la célébrité : La Nuit des amateurs s'y déroule fidèlement à la tradition des lieux chaque mercredi soir.
Le but de cette manifestation hebdomadaire, retransmise à partir de septembre 1987 à la télévision, est de faire monter sur scène de jeunes et moins jeunes talents inconnus du public. Ce concept, novateur depuis, a inspiré plusieurs d'émissions de téléréalité des deux dernières décennies.
La première version, Amateur Night show, lancée en 1934 sous la houlette de Ralph Cooper, a permis de révéler entre autres : Ella Fitzgerald, Billie Holiday, Celia Cruz, Diana Ross & The Supremes, Gladys Knight & the Pips, Patti LaBelle, Marvin Gaye, Luther Vandross, Stevie Wonder, Aretha Franklin, Ben E. King, The Isley Brothers, Smokey Robinson, Jimi Hendrix, et plus tard Lauryn Hill, Mariah Carey,The Jackson Five sans oublier les débuts de James Brown (qui reviendra sur la scène de l'Apollo en 1962 enregistrer à ses frais son disque Live at the Apollo devant 1 500 personnes qualifiées de « déchaînées » par certaines critiques). Tous ont fait leurs premiers pas sur scène grâce à ce concours organisé tous les mercredis soir à l'Apollo Theater. De cette histoire des lieux est née une expression emblématique, utilisée comme slogan publicitaire et qui fera rêver beaucoup de noirs américains en quête d'ascension sociale : « Apollo Theater : where stars are born and legends are made » (« Le Théâtre Apollo, où naissent des étoiles et se créent les légendes »).
Mais la célébrité des lieux s'érode à partir de 1970 avec le changement des modes musicales : faute de succès et accusant un déficit de fréquentation qui ne lui permet plus de maintenir ses activités, l'Apollo Theater perd de l'argent et est d'abord reconverti en cinéma en 1975, avant de fermer en 1976.
Après son rachat en 1985, l'Apollo Theater retrouve, notamment à la fin des années 1980 et durant les années 1990 une très grande partie de son aura perdue au début de la décennie soixante-dix, en recréant son fameux événement médiatique It's Showtime at the Apollo (traduit par « La Nuit des amateurs ») en 1985.

## Hommages particuliers
- La dépouille de James Brown est exposée au public les 28 et 29 décembre 2006 à l'Apollo Theater pour un dernier hommage, durant lequel des milliers d'Américains viennent le saluer une dernière fois... sur scène.

## Filmographie
- The Apollo, réalisé par Roger Ross Williams, HBO, 2019 : documentaire qui retrace l'histoire de l'Apollo, en soulignant son caractère central pour la mise en avant de la culture noire américaine.